# Thermus thermophilus
Thermus thermophilus – Gram-ujemna eubakteria będąca organizmem skrajnie termofilnym (optymalna temperatura wzrostu to 65 °C). Używana jako organizm modelowy w biotechnologii, biologii molekularnej, inżynierii genetycznej i pokrewnych naukach, a także jako źródło termostabilnych enzymów i innych substancji biologicznych.
Po raz pierwszy odkryta i wyizolowana z gorących źródeł w Japonii przez Tairo Oshime i Kazutomo Imahoriego.
Wyróżnia się kilka szczepów T. thermophilus; najpowszechniej używanymi są szczepy HB8 i HB27, których genomy zostały niezależnie zsekwencjonowane w 2004 roku.
Z tego organizmu pochodzi używany w nauce enzym – polimeraza DNA rTh (a także zbliżona do niej polimeraza DNA Tth) – rekombinowana, termostabilna polimeraza DNA. Jej temperaturowe optimum aktywności wynosi 70-80 °C. Używana w niektórych reakcjach PCR. W obecności jonów manganu posiada także aktywność odwrotnej transkryptazy, co pozwala na przeprowadzenie reakcji syntezy DNA na matrycy RNA (odwrotna transkrypcja), a następnie powielenie powstałego produktu w reakcji PCR (po usunięciu jonów manganu za pomocą czynnika chelatującego), przy pomocy jednego enzymu i mieszaniny reakcyjnej.
Ekstrakty (wyciągi, enzymy) z Thermus thermophilus (na etykietach produktów najczęściej jako Thermus thermophilus ferment) są także dodatkami do niektórych kosmetyków, w których mają pełnić rolę antyoksydantów potencjalnie aktywowanych cieplnie (np. podczas mycia, masażu etc.).